# Das Gesetz des Schweigens – Auf den Spuren der Mafia in Italien
Das Gesetz des Schweigens – Auf den Spuren der Mafia in Italien ist ein deutscher Dokumentarfilm von Antje Pieper für das ZDF-Studio Rom, über die Camorra, ’Ndrangheta und Cosa Nostra.

## Handlung

### Die Camorra in Neapel
Die Dokumentation liefert Einblicke in den Alltag der Neapolitaner und den Kampf der sogenannten „falchi“ (italienisch für «Falken»), eine Spezialtruppe der Polizei, die in den verwinkelten Gassen mit Motorrädern auf Streife geht. Mafia-Opfer berichten von ihrer Begegnung mit der Camorra.  Auch geht es um Frauen der Camorristi, die oft selbst in die Machenschaften ihrer Männer involviert sind. Weitere Themen sind der Spartacus-Prozess, bei dem bekannte Mafiosi wie Francesco Schiavone verurteilt wurden, sowie die illegale durch die Camorra kontrollierte Müllentsorgung. Der Schriftsteller Roberto Saviano spricht von seiner Arbeit, von seinem Leben auf der Hut vor der Camorra und über den Drogenhandel in den berüchtigten Vele di Scampia.

### Die ’Ndrangheta in Kalabrien
Es geht um die umstrittene geplante Brücke Ponte sullo Stretto di Messina von Silvio Berlusconi, die mit einer Hauptspannweite von 3.300 Metern als größte geplante Hängebrücke der Welt gilt und um die Bauverzögerungen durch die in den Bau involvierte ’Ndrangheta.

### Die Cosa Nostra auf Sizilien
Die Doku bringt den Zuschauer zu dem Versteck von Salvatore Lo Piccolo in Giardinello, in dem der Cosa Nostra-Boss im November 2007 verhaftet wurde. Des Weiteren geht es um Schutzgeldzahlungen und Ladenbesitzer, die diese verweigert hatten und es wird das letzte Versteck Bernardo Provenzanos gezeigt, in dem der Cosa Nostra-Boss im April 2006 gefasst wurde. Ebenso spricht man über enteignetes Land von verhafteten Mafiosi.